# Álvaro Cejudo
Álvaro Cejudo Carmona (Cordova, 29 gennaio 1984) è un ex calciatore spagnolo, di ruolo centrocampista.